# Thorvald Ellegaard
Thorvald Ellegaard (Fangel, município de Odense, 7 de março de 1877 - Copenhaga, 27 de abril de 1954) foi um ciclista dinamarquês, que correu a princípios de século XX. Dedicou-se ao ciclismo em pista onde foi um dos grandes dominador mundiais em velocidade. Ganhou seis campeonatos do mundo, três campeonatos da Europa e numerosas competições. Competiu até os cinquenta anos e foi galardoado com a Ordem de Dannebrog.

## Palmarés
- 1898
  - Campeão da Dinamarca de Velocidade
- 1899
  - Campeão da Dinamarca de Velocidade 
  - 1.º no Grande Prêmio de Copenhaga
- 1900
  - Campeão da Dinamarca de Velocidade
- 1901
  - Campeão do mundo de velocidade
  - 1.º no Grande Prêmio de Paris
  - 1.º no Grande Prêmio de Copenhaga
- 1902
  - Campeão do mundo de velocidade
  - Campeão da Europa de Velocidade
  - 1.º no Grande Prêmio de Copenhaga
- 1903
  - Campeão do mundo de velocidade
  - Campeão da Europa de Velocidade
  - 1.º no Grande Prêmio do UVF
  - 1.º no Grande Prêmio de Copenhaga
- 1904
  - 1r ao Grande Prêmio de Copenhaga
- 1905
  - 1.º no Grande Prêmio de Copenhaga
- 1906
  - Campeão do mundo de velocidade
  - 1.º no Grande Prêmio de Copenhaga
  - 1.º no Grande Prêmio de Reims
- 1907
  - 1.º no Grande Prêmio da UVF
  - 1.º no Grande Prêmio de Copenhaga
- 1908
  - Campeão do mundo de velocidade
  - Campeão da Europa de Velocidade
- 1910
  - 1.º no Grande Prêmio de Copenhaga
  - 1911
  - Campeão do mundo de velocidade
  - 1.º no Grande Prêmio de Paris
  - 1.º no Grande Prêmio de Copenhaga
- 1912
  - 1.º no Grande Prêmio da UVF
  - 1914
  - 1.º no Grande Prêmio de Copenhaga